# Carole André
Carole André est une actrice française, née le 11 mars 1953 à Paris. Elle est la fille de l'actrice Gaby Andreu. Elle a surtout fait carrière dans le cinéma italien ; son rôle le plus connu est celui de Lady Marianne Guillonk dans la série télévisée Sandokan.

## Biographie
Fille de l'actrice française Gaby André et de l'homme d'affaires américain Ely Smith, Carole André a grandi à Rome et a traîné dès son plus jeune âge sur les plateaux de Cinecittà,. Dans un entretien, elle se souvient « avoir toujours été heureuse à Cinecittà. C'était comme une autre dimension, où les trucs les plus dingues étaient la norme ».
En 1967, sa mère est conviée au domicile de Tomás Milián où elle lui montre des photos de famille. Milián, qui était à l'affiche du western spaghetti Le Dernier Face à face, la présente au réalisateur Sergio Sollima qui accepte d'auditionner Carole pour un petit rôle. À 15 ans, elle joue un rôle de premier plan dans la comédie noire de Mario Monicelli, Toh, è morta la nonna! (1969).
Dans Les Tulipes de Haarlem (1970) de Franco Brusati, André incarne le premier rôle, une jeune fille timide en recherche d'affection. Le film est présenté en compétition au festival de Cannes 1970. Dans une interview en 1974, André estime qu'il s'agit de son film le plus important.
Elle décroche encore le premier rôle dans Le Lis de mer (1970), le dernier film de Jacqueline Audry. Le film qui traite des premiers émois sexuels d'une adolescente, rencontre des problèmes de distribution en France où il est resté largement inédit. Le film est remonté avec des dialogues différents par le réalisateur de la seconde équipe de tournage, Renzo Cerrato, pour une sortie en Italie plus racoleuse sous le nom de Violentata sulla sabbia qui se traduit par "Violée sur le sable", sortie qui ne rencontrera pas non plus le succès. Carole André revient alors à des seconds rôles comme dans Mort à Venise (1971) de Luchino Visconti, Don Camillo et les Contestataires (1972) de Mario Camerini ou le giallo Un papillon aux ailes ensanglantées (1971) de Duccio Tessari. En 1973, Dino Risi lui offre de nouveau un premier rôle ; elle incarne la compagne d'un industriel (Marcello Mastroianni) dans Rapt à l'italienne (1973).
En 1976, André accède à la notoriété lorsque Sergio Sollima, avec qui elle avait fait ses débuts, la dirige dans le rôle de Marianne Guillonk, la « Perle de Labuan », dans le feuilleton télévisé à succès Sandokan qui est, par la suite, adapté au cinéma.
C'est alors que Carole André perd, en très peu de temps, ses deux parents dans des circonstances tragiques. Elle quitte le monde du cinéma pour se consacrer à son compagnon, le producteur Paolo Infascelli, et à leur fils nouveau-né Elia Infascelli-Smith. Elle s'installe aux États-Unis et étudie l'architecture d'intérieur.
Dans les années 1980, André revient en Italie pour apparaître dans des feuilletons télévisés et des téléfilms. À 40 ans, elle se passionne pour la natation et participe à des compétitions. En 2018, elle gagne le 200 mètres nage libre lors des Campionati Regionali Master Lazio sous le nom de Carole Wendy Smith, établissant un nouveau record dans la catégorie des plus de 65 ans.
Carole André occupe le poste de directrice du marketing international à Cinecittà,.

## Filmographie

### Cinéma
- 1967 : Le Dernier Face à face (Faccia a faccia) de Sergio Sollima : Cattle Annie
- 1968 : La Limite du péché (Quarta parete) d'Adriano Bolzoni
- 1969 : Togli le gambe dal parabrezza (it) de Massimo Franciosa : Sylvie
- 1969 : Dillinger est mort (Dillinger è morto) de Marco Ferreri : la propriétaire du bateau
- 1969 : Satyricon de Federico Fellini : non créditée
- 1969 : H2S de Roberto Faenza : Alice
- 1969 : Toh, è morta la nonna! de Mario Monicelli : Claretta
- 1969 : Con lui cavalca la morte de Giuseppe Vari : Susan
- 1970 : Les Tulipes de Haarlem (I tulipani di Haarlem) de Franco Brusati : Sarah
- 1970 : Mont-Dragon de Jean Valère : Marthe de Boismenil
- 1971 : Mort à Venise (Morte a Venezia) de Luchino Visconti : Esmeralda
- 1971 : Cran d'arrêt (Una farfalla con le ali insanguinate) de Duccio Tessari : Françoise Pigaut
- 1971 : Le Lis de mer de Jacqueline Audry : Vanina
- 1972 : Don Camillo et les Contestataires (Don Camillo e i giovani d'oggi) de Christian-Jaque et Mario Camerini : Caterina
- 1973 : Rapt à l'italienne (Mordi e fuggi) de Dino Risi : Danda
- 1973 : Avril rouge (Il giorno del furore) d'Antonio Calenda : Irène
- 1973 : On remet ça, pas vrai Providence ? (Ci risiamo, vero Provvidenza?) d'Alberto De Martino : Pamela de Ortega
- 1973 : Croc-Blanc (Zanna bianca) de Lucio Fulci : Krista Oatley
- 1976 : Giovannino (it) de Paolo Nuzzi (it) : Anna
- 1976 : La madama de Duccio Tessari : La madama
- 1976 : Il colpaccio (it) de Bruno Paolinelli : Nicky Stone
- 1976 : Le Corsaire noir (Il corsaro nero) de Sergio Sollima : Honorata Villerman / la duchesse Van Gould
- 1976 : Section de choc (Quelli della calibro 38) de Massimo Dallamano : Sandra
- 1979 : Incontri con gli umanoidi de Tonino Ricci : Mary
- 1980 : Eugenio (Voltati Eugenio) de Luigi Comencini : Milena
- 1980 : Febbre a 40 de Marius Mattei
- 1980 : Bello di mamma (it) de Rino Di Silvestro : la psychanalyste
- 1983 : Yor, le chasseur du futur (Il mondo di Yor) d'Antonio Margheriti : Ena
- 1984 : La Race des violents (Razza violenta) de Fernando Di Leo : Sharon Morris
- 1991 : Génération Oxygène de Georges Trillat

### Télévision
- 1976 : Sandokan, série de Sergio Sollima : Marianne Guillonk
- 1978 : Le Retour du Saint (Return of the Saint), épisode Duel à Venise (Duel in Venice)
- 1983 : La Chambre des dames, série de Yannick Andréi : Kateline la Barbillarde
- 1992 : Le Maître de la terreur (Il maestro del terrore), téléfilm de Lamberto Bava : Betty